# Lissonota bicincta
Lissonota bicincta là một loài tò vò trong họ Ichneumonidae.